# Brachys triangularis
Brachys triangularis es una especie de escarabajo barrenador metálico del género Brachys, categorizada en la tribu Trachyini, de la subfamilia Agrilinae.

## Taxonomía
Fue descrita por Thomson en 1879 y publicada en Thomson J. Typi Buprestidarum Musaei Thomsoniani, Appendix 1a. E. Deyrolle, 87 pp. (1879).